# Utawarerumono
Utawarerumono (うたわれるもの) is een tactisch rollenspel en visuele roman uitgebracht in Japan op 26 april 2002. Het spel is ontwikkeld door Japanse spelontwikkelaar Leaf en werd oorspronkelijk uitgebracht als eroge voor Microsoft Windows. Later werd het spel geporteerd naar verschillende spelconsoles met alle erotische elementen verwijderd. 

## Verhaal
Het verhaal begint met een man die wakker wordt en merkt dat hij verzorgd wordt door een jong meisje en haar oma. Hij krijgt te horen dat hij zwaargewond en bewusteloos gevonden werd in het bos, maar hij herinnert zich niets. Hij is zijn geheugen kwijt en weet niets meer van voor 'het ongeluk', ook heeft hij een masker op zijn gezicht dat er niet af wil gaan. 
Het meisje, dat Eruruu heet, en haar oma, Tusukuru, blijven veel voor hem doen om zijn wonden te genezen. Tusukuru is de medicijnvrouw van het dorp waar ze wonen en Eruruu is haar leerlinge, maar behalve dit is Tusukuru ook dorpsoudste en ze neemt  alle belangrijke beslissingen die genomen moeten worden omwille van het dorp. Door de vergaderingen die in het huis van Tusukuru gehouden worden vangt de gewonde man veel op van de problemen die de dorpelingen hebben. Tegen de tijd dat hij volledig genezen is heeft hij al veel van deze problemen opgelost. Hij wordt snel opgenomen in de gemeenschap en krijgt de naam Hakuoro, naar de overleden vader van Eruruu en haar kleine zusje Aruruu. Hakuoro merkt echter dat het niet alleen kleine problemen zijn die het dorp teisteren. De keizer van het land waar ze in leven onderdrukt de bevolking enorm. Hakuoro leidt een opstand tegen de wrede overheerser en wint. Hij neemt het bestuur van het land op zich en noemt zijn nieuwe keizerrijk Tusukuru, naar zijn inmiddels overleden redster. Ondanks de rustigere tijd die nu aanbreekt merkt Hakuoro dat het niet altijd zo zal blijven, andere koninkrijken staan voor de grens en hij zal moeten blijven vechten om degenen waar hij van houdt te beschermen.

## Bewerkingen

### Manga
De eerste Utawarerumono-mangareeks, geïllustreerd door Arō Shimakusa, werd tussen 30 september 2005 en 30 november 2006 gepubliceerd in Dengeki G's Magazine. Een tweede reeks, geïllustreerd door Minakuchi Takashi, werd gepubliceerd in Dengeki Maoh tussen december 2007 en oktober 2010.

### Anime
Een animeserie van 26 afleveringen werd uitgezonde tussen 3 april 2006 en 25 september 2006. De serie is geproduceerd door de Japanse animatiestudio OLM.

## Opvolgers
Utawarerumono: Mask of Deception (うたわれるもの 偽りの仮面, Utawarerumono: Itsuwari no Kamen) verscheen in Japan op 24 september 2015 voor de PlayStation 3, PlayStation 4 en PlayStation Vita. Op 23 mei 2017 werd het spel wereldwijd uitgebracht. Een anime-adaptatie geproduceerd door White Fox werd uitgezonde van 4 oktober 2015 tot 27 maart 2016. 
Utawarerumono: Mask of Truth (うたわれるもの 二人の白皇, Utawarerumono: Futari no Hakuoro) verscheen in Japan op 21 september 2016 voor de PlayStation 3, PlayStation 4 en PlayStation Vita. Op 5 september 2017 werd het spel wereldwijd uitgebracht. Een anime-adaptatie geproduceerd door White Fox werd uitgezonde van 3 juli 2022 tot 25 december 2022.

## Remake
Op 26 april 2018 werd een remake van het spel uitgebracht onder de titel Utawarerumono: Prelude to the Fallen (うたわれるもの 散りゆく者への子守唄, Utawarerumono: Chiriyuku Mono e no Komoriuta). In 2020 publiceerde NIS America het spel wereldwijd en werd geporteerd naar Windows door Shiravune op 22 januari 2021. 